# Topolje
Topolje est un village de la municipalité de Draž (Comitat d'Osijek-Baranja) en Croatie. Au recensement de 2011, le village comptait 395 habitants.